# Carneades (geslacht)
Carneades is een kevergeslacht uit de familie van de boktorren (Cerambycidae). De wetenschappelijke naam van het geslacht werd voor het eerst geldig gepubliceerd in 1869 door Bates.

## Soorten
Carneades omvat de volgende soorten:
- Carneades bicincta Gahan, 1889
- Carneades championi Bates, 1885
- Carneades delicia Bates, 1869
- Carneades glaucothea Bates, 1872
- Carneades grandis (Thomson, 1860)
- Carneades hemileuca Bates, 1881
- Carneades nigrosignata Aurivillius, 1925
- Carneades personata Bates, 1881
- Carneades princeps Bates, 1872
- Carneades quadrinodosa Aurivillius, 1902
- Carneades reticulata Bates, 1881
- Carneades superba Bates, 1869
- Carneades vittata Gahan, 1889